# Symphonia globulifera
Symphonia globulifera Es una especie de árbol originario de Centroamérica, Sudamérica y África. Es usada como  planta medicinal o planta ornamental.

## Descripción
Son árboles o arbustos que alcanzan un tamaño de 5–30 m de altura, con látex amarillo; plantas hermafroditas. Hojas elípticas a oblongo-elípticas, de 6.5–14 cm de largo y 1.5–4 cm de ancho, ápice agudo, atenuado a acuminado, base aguda, nervio principal inconspicuo en la haz, prominente en el envés, nervios laterales inconspicuos en el material fresco y ligeramente prominentes en el envés cuando secos, 5–7 por cm; pecíolos 0.5–1 cm de largo, aplanados y 2-acostillados adaxialmente. Inflorescencias en racimos fasciculados, axilares o terminales; sépalos 5, imbricados; pétalos 5, contortos, rojo brillantes o rosados y blancos; columna estaminal amarilla; estilo alargado, apicalmente 4–5-lobado. Fruto una baya ovoide, ca 2.5 cm de largo, paredes delgadas a coriáceas, cafés; semillas 1 o 2, de color rojo vino.

## Usos
Productos
Se obtienen materiales de construcción; carpintería y aplicaciones conexas; la agricultura, la silvicultura, la caza y aparatos para la pesca aparato; hogar, artículos domésticos y personales.
Medicamentos
Utilizado como abortivo, problemas de corazón; analgésico; problemas pulmonares; problemas de estómago
Fitoquímica
Entre us principios activos se encuentran glucósidos, saponinas, esteroides; taninos, astringentes. La resina de la corteza se utiliza contra las enfermedades venéreas y cutánea para infección parasitaria
Productos
Se aprovecha para exudaciones-gomas, resinas, etc; combustible y alumbrado

## Taxonomía
Symphonia globulifera fue descrita por Carlos Linneo el Joven y publicado en Supplementum Plantarum 302. 1781[1782].
Sinonimia
- Actinostigma speciosum Welw.
- Aneuriscus aubletii C.Presl
- Aneuriscus exserens C.Presl
- Moronobea exserens Endl. ex Walp.
- Moronobea globulifera (L. f.) Schltdl.
- Symphonia gabonensis (Vesque) Pierre
- Symphonia globulifera var. gabonensis Vesque
- Symphonia utilissima R.E. Schultes[3]